# Robertgurneya erythaeus
Robertgurneya erythaeus är en kräftdjursart som först beskrevs av A. Scott 1902.  Robertgurneya erythaeus ingår i släktet Robertgurneya och familjen Diosaccidae. Inga underarter finns listade i Catalogue of Life.